# Музей скульптур под открытым небом Мидделхейм
Музей скульптур под открытым небом Мидделхейм (нидерл. Openluchtmuseum voor beeldhouwkunst Middelheim, фр. Musée de sculpture en plein air de Middelheim) — музей под открытым небом площадью 30 га в бельгийском городе Антверпен (Фламандский регион).
В коллекции музея Мидделхейм насчитывается 1 360 произведений искусства, созданных с начала XX-го века, в том числе 480 скульптур, 280 медалей и 600 рисунков и гравюр. Под открытым небом в парке находится 215 скульптур, среди которых работы Огюста Родена, Генри Мура, Карла Андре, Франца Веста, Эрвина Вурма, Александра Колдера, Карла Миллеса, Хуана Муньоса, Панамаренко, Барбары Хепуорт и других.

## История
Миддлхейм известен с 1342 года. С XVI века использовался как летняя резиденция богатых купцов Антверпена. В 1910 году местность была выкуплена городом у частных владельцев. Во время Второй мировой войны был сильно повреждён во время авиационных налётов и бомбардировок. В 1950 году в парке проходила первая международная выставка скульптуры и в том же году по инициативе бургомистра Антверпена Крайбекса был создан музей современной скульптуры под открытым небом. В создании музея также принимали участие и известные иностранные специалисты, в том числе профессор Паллукини, скульпторы Генри Мур и Осип Цадкин.

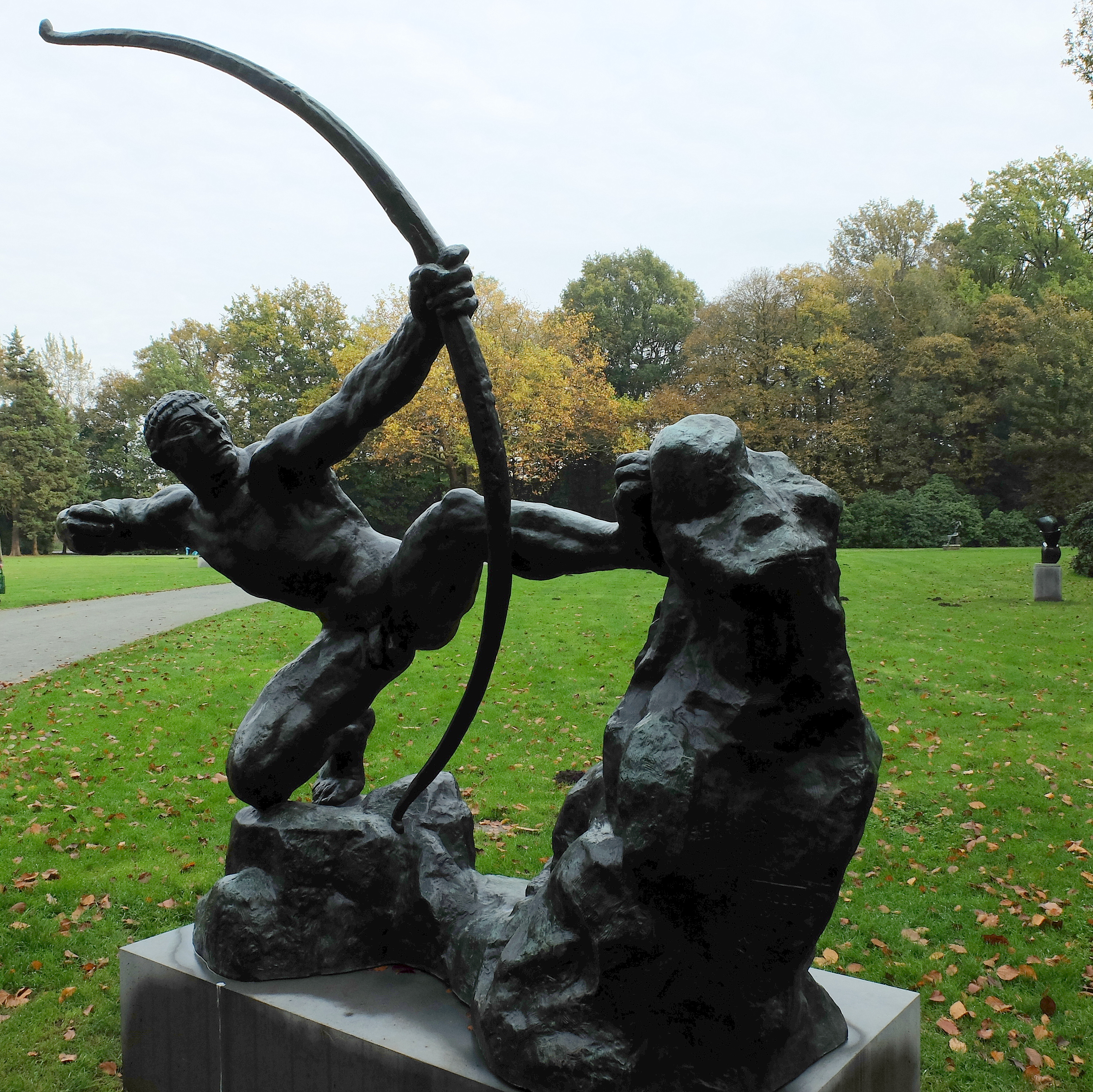
Антуан Бурдель, «Геракл — лучник», 1909
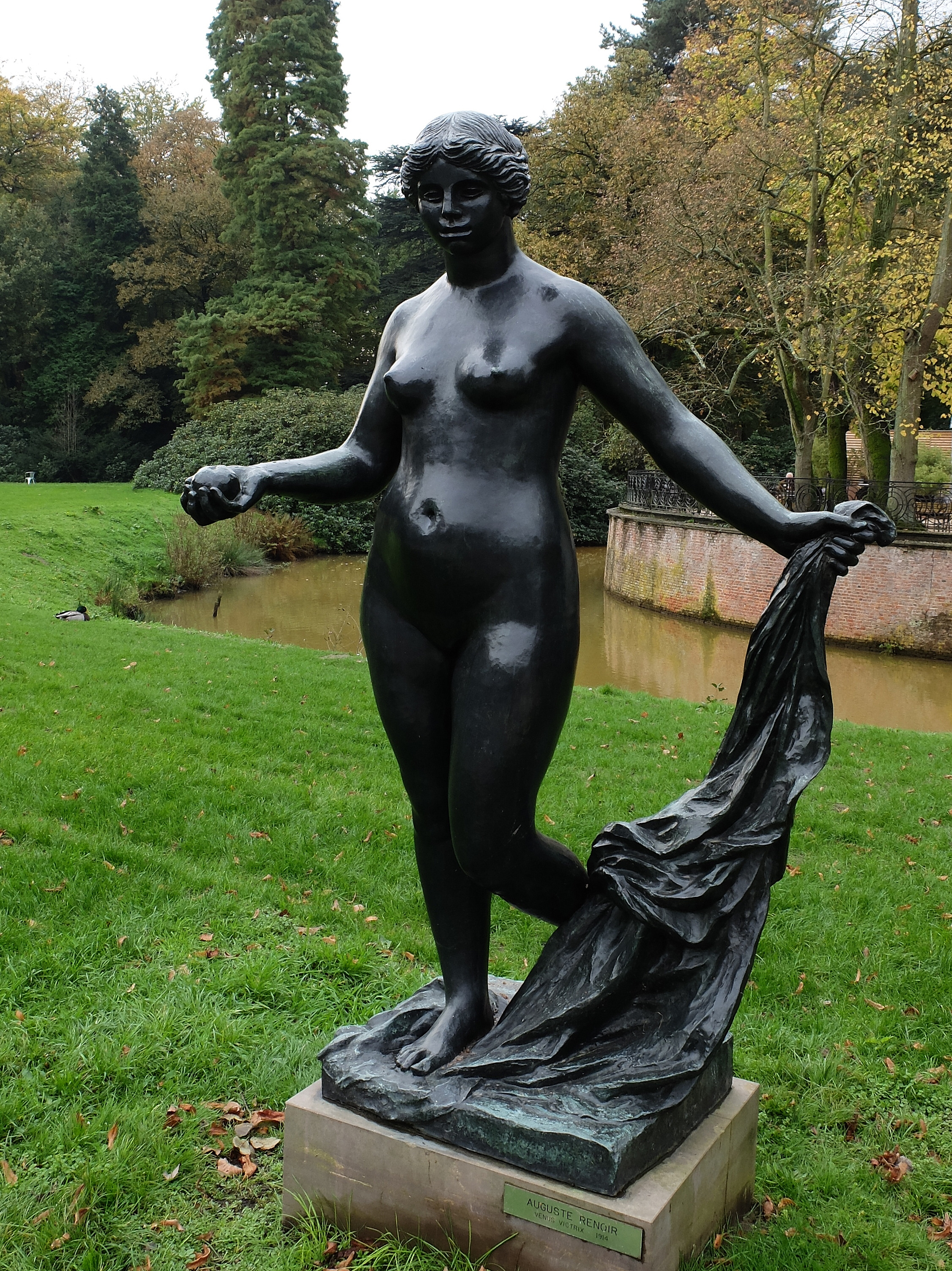
Пьер Огюст Ренуар, Venus Victrix, 1914
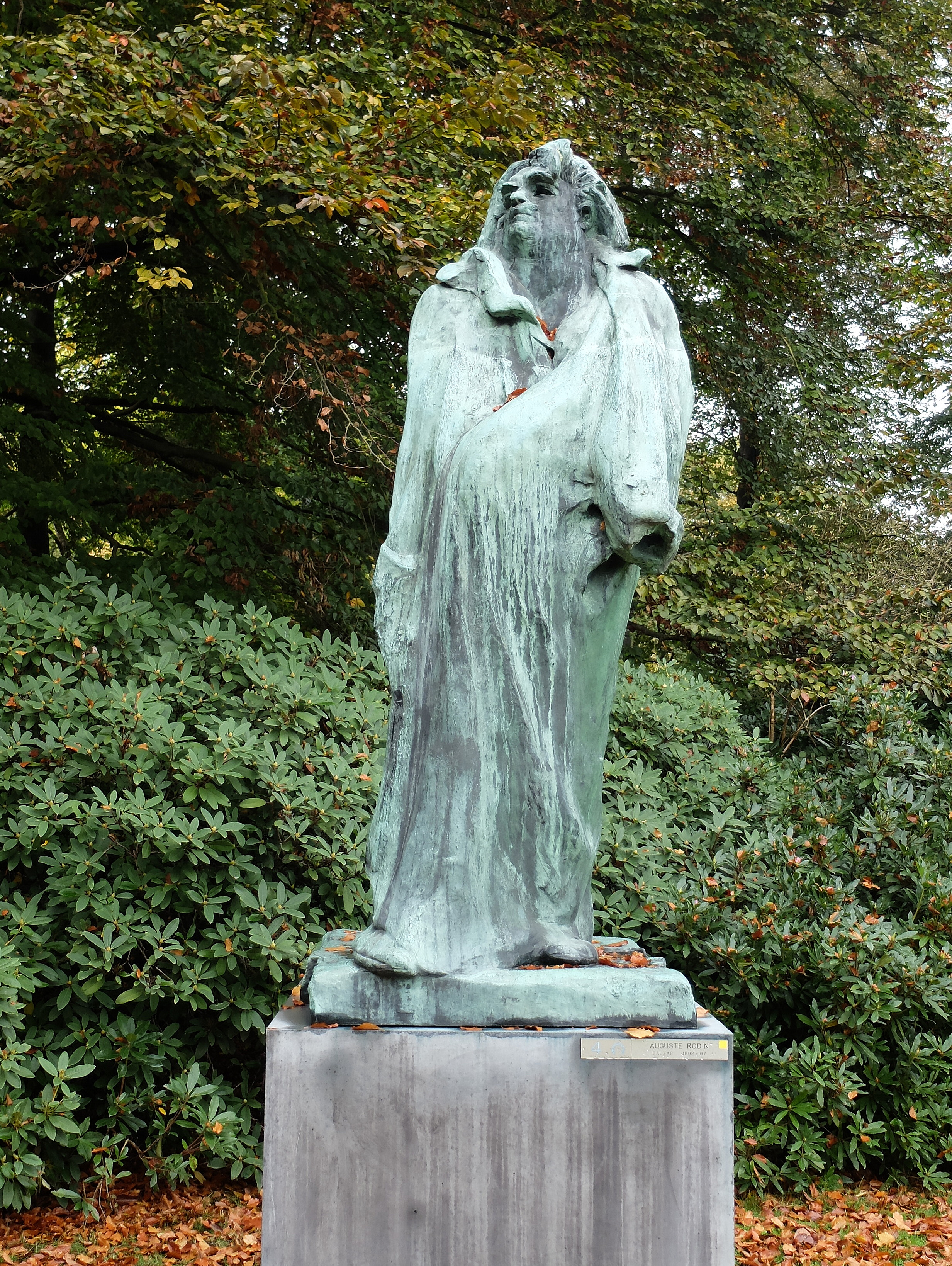
Огюст Роден, «Бальзак», 1897
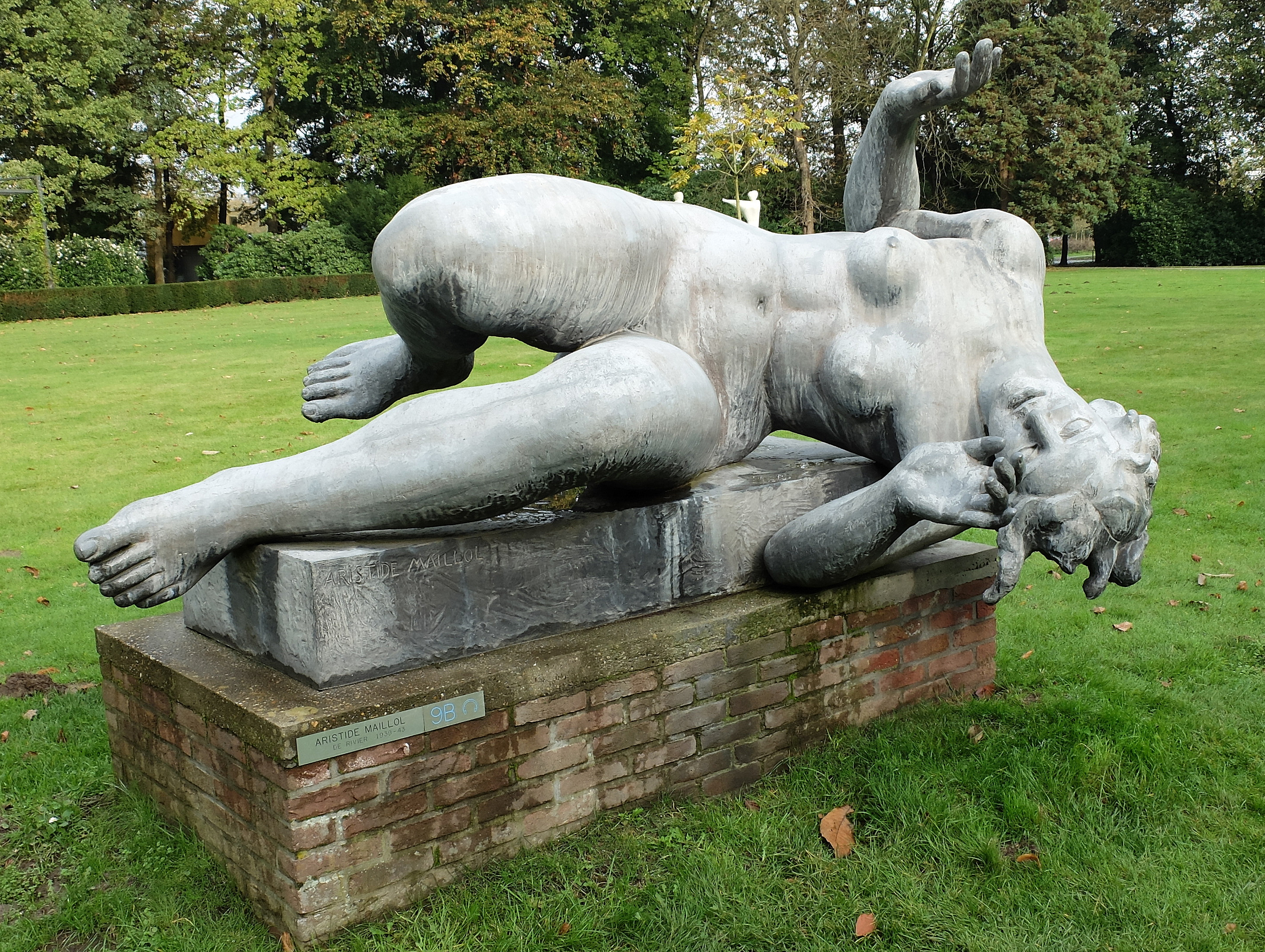
Аристид Майоль, «Река», 1938–1943
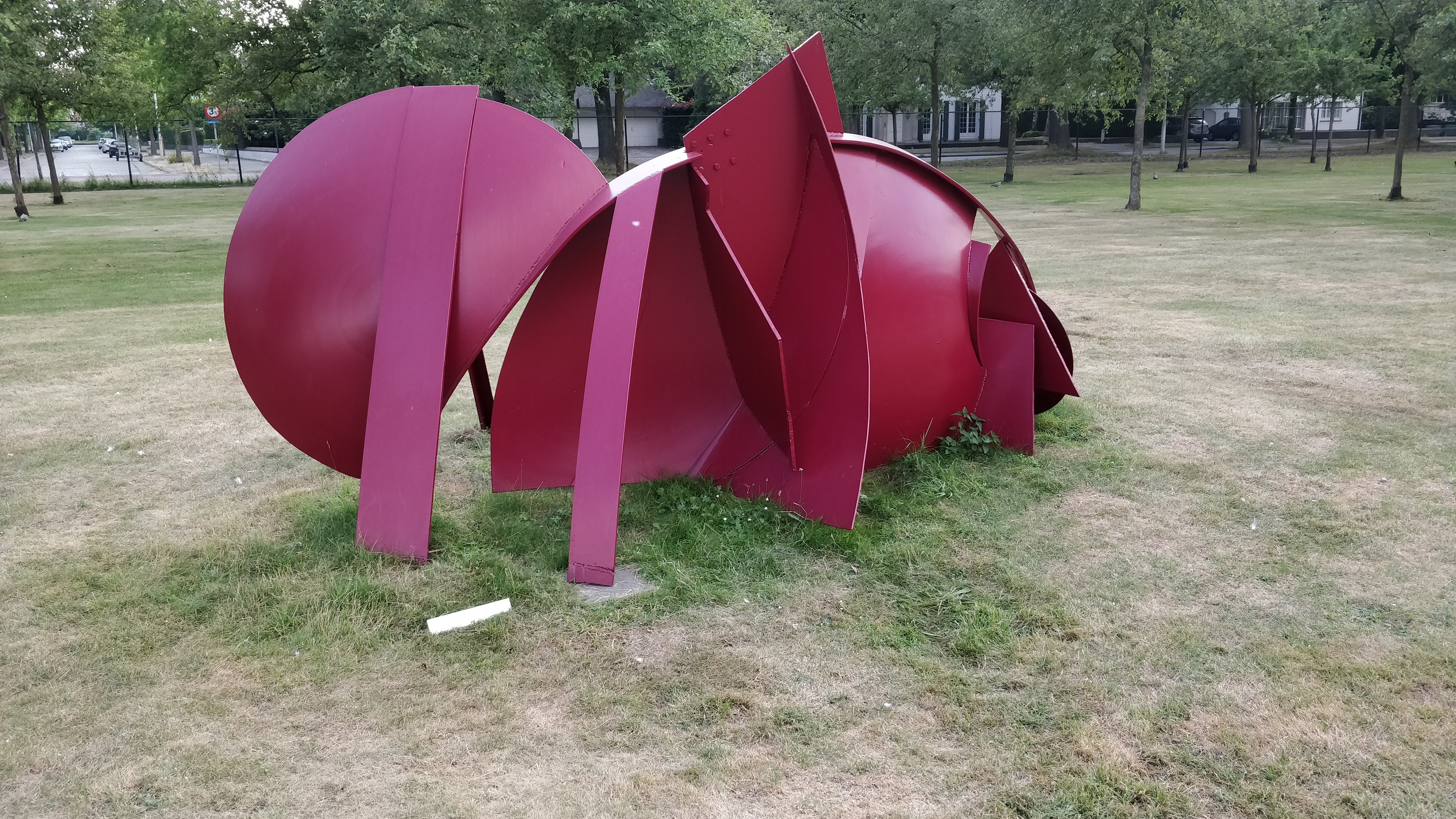
Филип Кинг, «Бали»
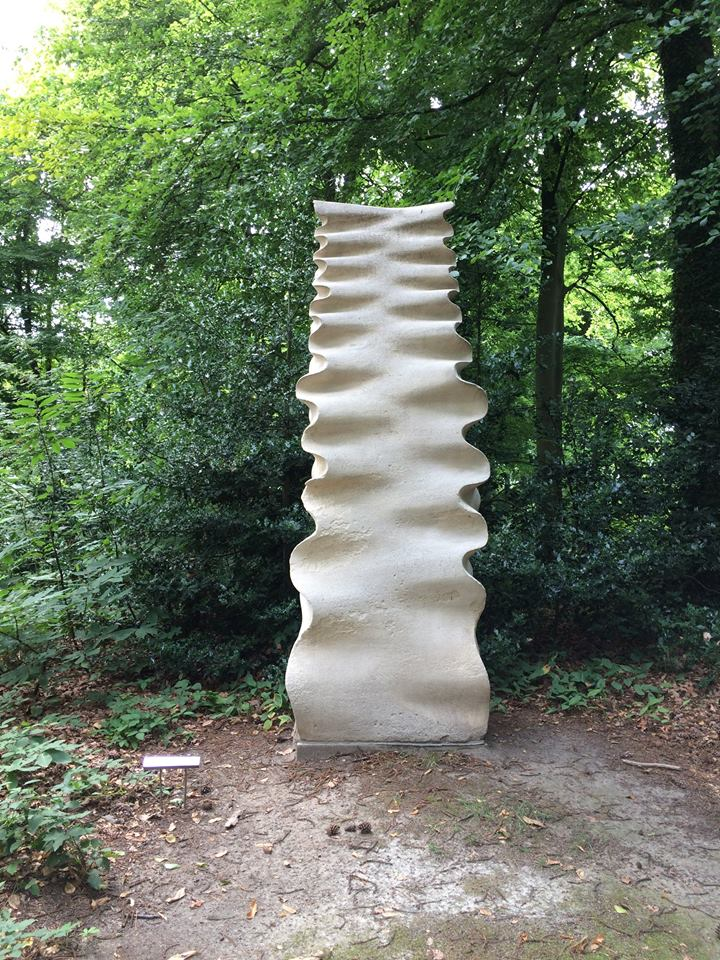
Ясуо Мидзуи,  «Белое пламя»,  1975
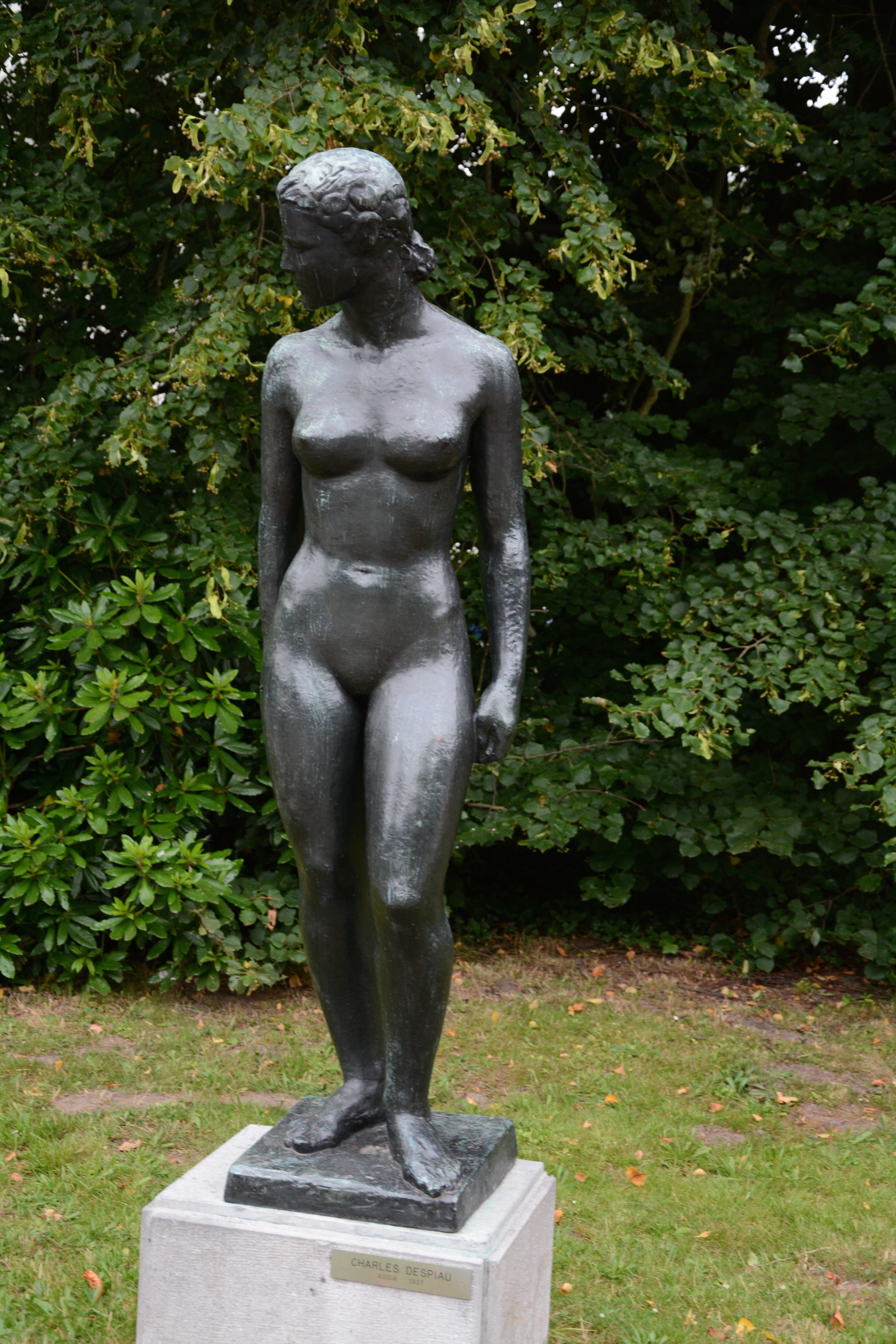
Шарль Деспио, «Ассия», 1937
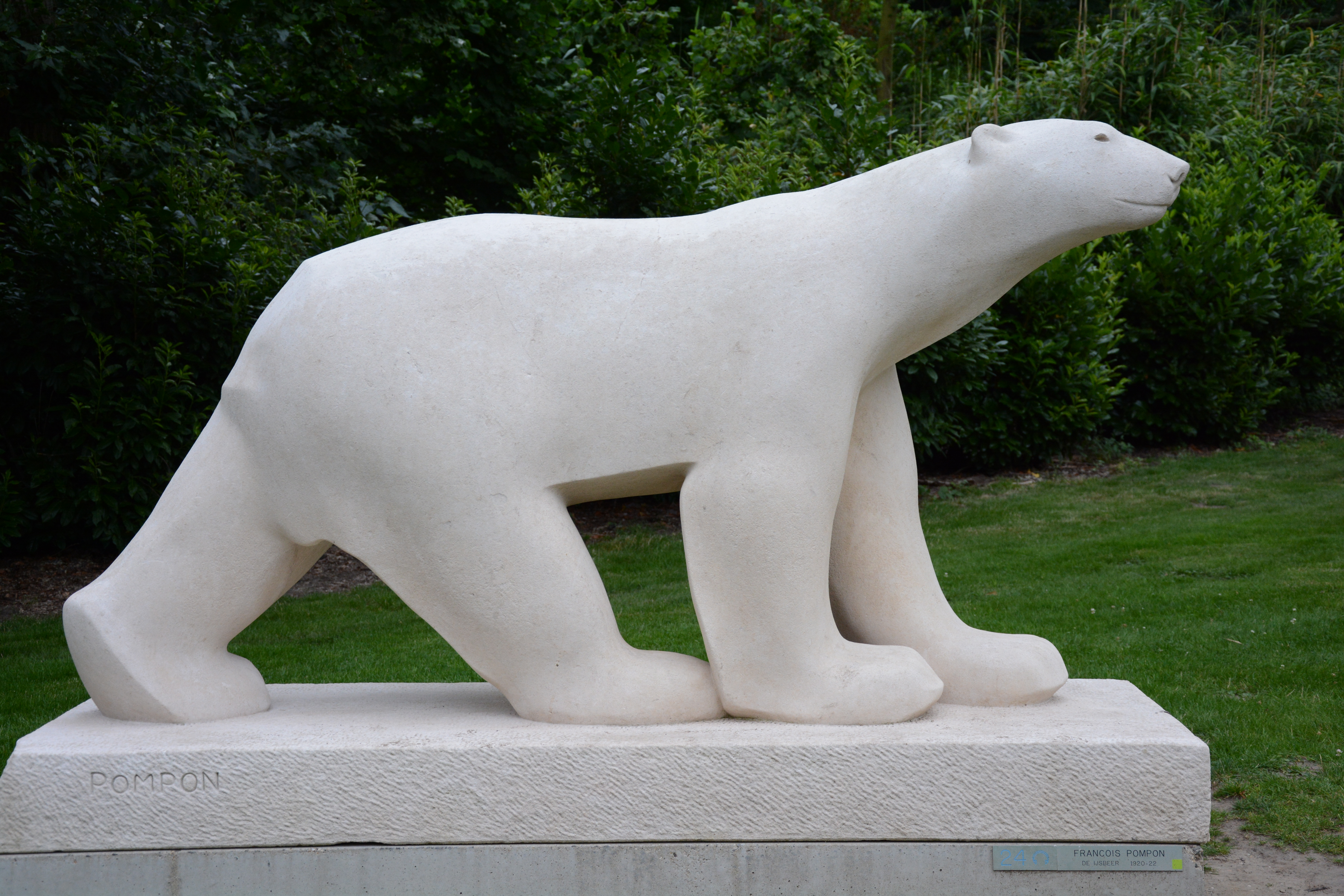
Франсуа Помпон, «Белый медведь», 1920